# Le Paysan et le Voleur de nid
Le Paysan et le dénicheur est un tableau peint par Pieter Brueghel l'Ancien en 1568. Il est conservé au musée d'histoire de l'art de Vienne à Vienne.